# Курченко, Василий Ерофеевич
Василий Ерофеевич Курченко (укр. Василь Єрофейович
Курченко ; 9 августа 1902 год, Глобино, Кременчугский уезд, Полтавская губерния — 7 октября 1983 год, Глобино, Глобинский район, Полтавская область, Украинская ССР) — председатель колхоза имени Мичурина Глобинского района Полтавской области, Украинская ССР. Герой Социалистического Труда (1958). Депутат Верховного Совета СССР 5-го созыва и депутат Верховного Совета УССР 6 — 8 созывов. Заслуженный работник сельского хозяйства УССР.

## Биография
Родился 8 августа 1902 года в крестьянской семье в городе Глобино Кременчугского повята. Получил среднее образование. Свою трудовую деятельность начал десятилетним подростком. Работал по найму. С 1917 года — рабочий на Глобинском сахарозаводе. В 1930 году избран уполномоченным комитета бедноты.
Служебная карьера
- 1932—1938 — председатель колхоза имени Куйбышева Глобинского района;
- 1938—1939 — директор Погребовской МТС, председатель колхоза «Вторая пятилетка» Глобинского района
- 1939 год — заместитель управляющего конторы «Заготскот»
- 1940 год — заместитель директора Глобинской МТС

Участвовал в Великой Отечественной войны с июня 1941 года. В июле 1941 года в сражениях в окрестностях Белой Церкви получил ранение. В 1945 году демобилизовался в звании старшего сержанта. В этом же году избран председателем колхоза имени Мичурина Глобинского района.
Под его руководством колхоз вышел в передовые сельскохозяйственные предприятия Полтавской области. В 1958 году удостоен звания Героя Социалистического Труда «за особые заслуги в развитии сельского хозяйства, достижение высоких показателей по производству зерна, сахарной свеклы, мяса, молока и других продуктов сельского хозяйства и внедрение в производство достижений науки и передового опыта».
За годы 8-й пятилетки руководимый Василием Курченко колхоз имени Мичурина достиг высоких показателей при производстве сельскохозяйственной продукции, за что первым в Полтавской области был награждён Орденом Ленин (1967).
Избирался депутатом Верховного Совета СССР 5-го созыва, депутатом Верховного Совета УССР 6 — 8 созывов, делегатом XXII съезда КПСС.
В 1976 году вышел на пенсию. Проживал городе Глобино, где скончался в 1983 году.

## Награды
- Герой Социалистического Труда — указом «О присвоении звания Героя Социалистического Труда передовикам сельского хозяйства Украинской ССР» Президиума Верховного Совета СССР от 26 февраля 1958 года
- Орден Ленина — дважды
- Орден Октябрьской Революции
- Орден Трудового Красного Знамени
- Медаль «За боевые заслуги»